# Amata stelotis
Amata stelotis là một loài bướm đêm thuộc phân họ Arctiinae, họ Erebidae.